# Груйчич, Дарийо
Дарийо Груйчич (нем. Darijo Grujcic; род. 19 мая 1999, Лустенау, Форарльберг) — австрийский футболист, защитник польского клуба «Висла».

## Клубная карьера

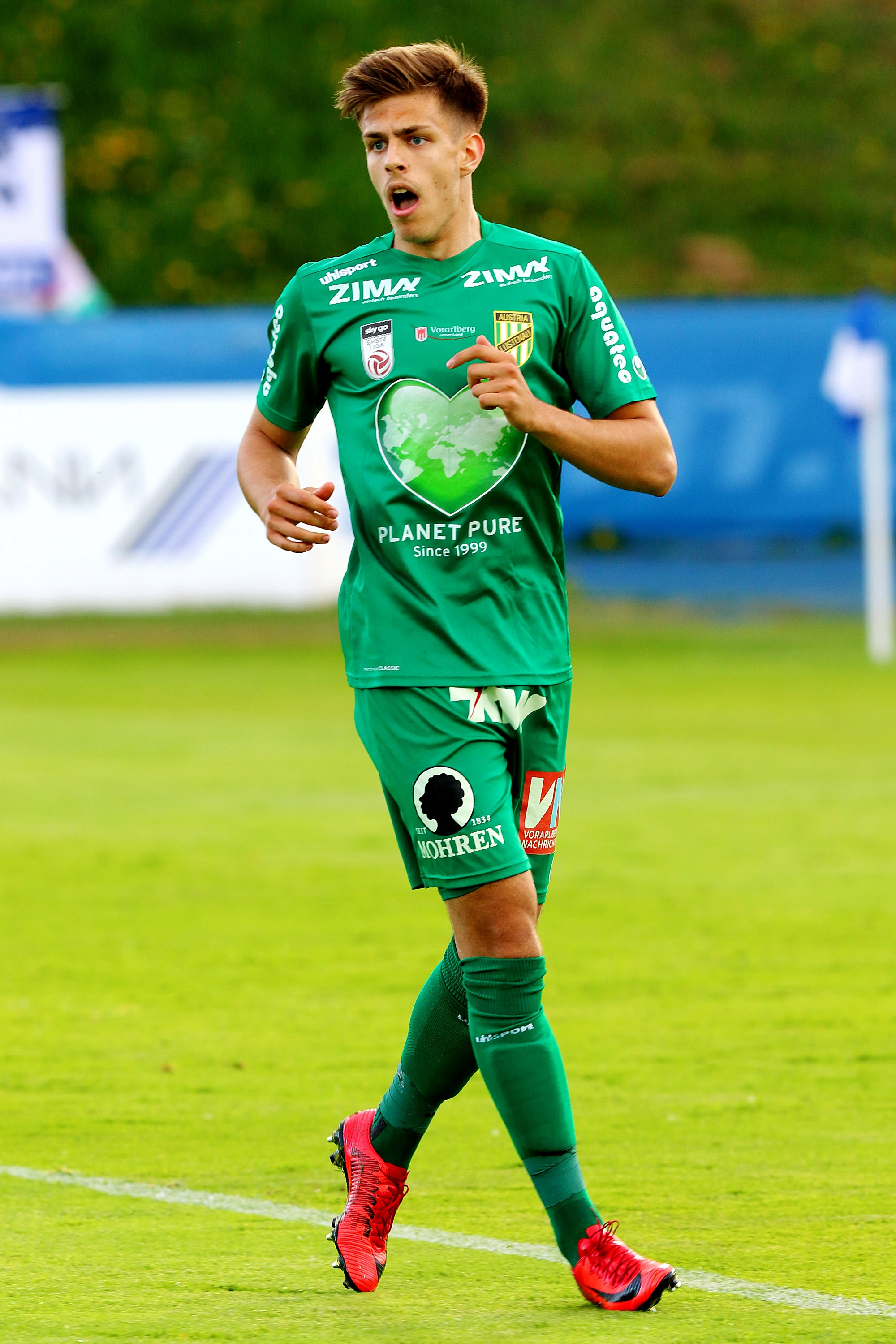
Груйчич в составе «Аустрии»

Груйчич — воспитанник клубов «Форарльберг» и лустенайской «Аустрии». В 2017 году игрок подписал контракт с «Дорнбирн 1913». В том же году он дебютировал за основной состав. В начале 2018 года Груйчич вернулся в «Аустрию». 16 марта в матче против «Тироля» он дебютировал во Второй лиге Австрии. В 2020 году Груйчич подписал контракт с клубом «Ваккер». В матче против «Капфенберга» он дебютировал за новую команду. 7 мая в поединке против ГАК Дарийо забил свой первый гол за «Ваккер».
Летом 2022 года Груйчич вернулся в «Аустрию». 30 июля в матче против «Рида» он дебютировал в австрийской Бундеслиге. 31 марта 2023 года в поединке против «Хартберга» Дарийо забил свой первый гол за «Аустрию».
Летом 2024 года Груйчич перешёл в ситтардскую «Фортуну». 11 августа в матче против «Гоу Эхед Иглз» он дебютировал в Эредивизи.
2 июля 2025 года перешёл в краковскую «Вислу», подписав двухлетний контракт до середины 2027 года с возможностью продления ещё на год.